# Parachute Woman
«Parachute Woman» —en español: «Mujer paracaidista»— es una canción de la banda británica de rock The Rolling Stones, incluida en su álbum Beggars Banquet, editado en 1968.

## Historia
Escrita por Mick Jagger y Keith Richards, «Parachute Woman»  es una canción de blues grabada en un reproductor de casetes y con doble pista para efectos. El registro tuvo lugar el 25 de marzo de 1968, en los Olympic Studios de Londres, Inglaterra. 
Bill Janovitz dice en su reseña de la canción: "El resultado es una pista de blues cruda pero llena de atmósfera, que pone en relieve los gestos sexuales de Mick Jagger y el intenso juego de la armónica, con insinuaciones apenas veladas, lo suficiente como para hacerlo cómico. Jagger se convierte en un Muddy Waters moderno."
Jagger aporta la voz principal y Richards la guitarras acústica y eléctrica. Se discute si la armónica es interpretada por Jagger y/o por Brian Jones. Algunas fuentes aseguran que es uno o el otro el que tocó este instrumento durante las grabaciones, pero otras han declarado que puede haber sido por los dos. Charlie Watts proporciona la batería. Bill Wyman aparece en el bajo. 
«Parachute Woman» solo fue interpretada en vivo por los Stones dos veces. La primera actuación fue durante el Rock and Roll Circus de 1968 y aparece en el álbum subsecuente. También la interpretaron en vivo una vez durante el Licks Tour en 2002, más de 30 años después de su debut inicial en vivo.

## Personal
Acreditados:
- Mick Jagger: voz, armónica.
- Keith Richards: guitarra eléctrica, guitarra acústica.
- Bill Wyman: bajo.
- Charlie Watts: batería.